# Giulio Cappelli
Giulio Cappelli (4 de março de 1911 – 16 de dezembro de 1995) foi um futebolista italiano que competiu nos Jogos Olímpicos de Verão de 1936.
Ele era um membro da equipe italiana, que ganhou a medalha de ouro no torneio de futebol olímpico de 1936.